# Світломир Баєв
Світломир Велев Баєв (болг. Баев, Светломир Велев; нар. 19 березня 1947, Бургас) — болгарський науковець та дипломат. Постійний представник Болгарії при Організації Об'єднаних Націй у Нью-Йорку (1991—1992). Був таємним співробітником Служби державної безпеки НРБ (1983—1990).

## Життєпис
Народився у 1947 році в місті Бургас, Болгарія. Закінчив юридичний факультет Софійського університету Святого Климента Охридського та Московський державний інститут міжнародних відносин.
У 1991—1992 рр. — Постійний представник Болгарії при Організації Об'єднаних Націй у Нью-Йорку.
З 10.09.1992 по 18.12.1999 рр. — Надзвичайний і Повноважний Посол Болгарії в Ізраїлі
З 08.05.2000 по 23.10.2000 рр. — голова та член Наглядової ради.
У 2010 року звинувачений в роботі на спецслужби рішенням комісії з розкриття документів і декларування приналежності болгарських громадян до Служби державної безпеки та розвідки Болгарської народної армії.